# Sioni (Tianeti)
Sioni (georgiska: სიონი) är en daba (stadsliknande ort) i Georgien. Den ligger i den östra delen av landet, 43 km norr om huvudstaden Tbilisi, i distriktet Tianeti och regionen Mtscheta-Mtianeti. Sioni ligger 1096 meter över havet och antalet invånare är 371. Den ligger vid Sionireservoaren.